# Australian Open 2012
Australian Open 2012 var en tennisturnering, der blev spillet udendørs på hardcourt-underlag. Det var den 100. udgave af Australian Open og den første grand slam-turnering i 2012. Den blev spillet på Melbourne Park i Melbourne, Australien, fra 16. – 29. januar 2012.